# Nikomah
Nikomah [nikómah] (starogrško Νικόμαχος ὁ Γερασένος: Nikómahos hó Gerasénos), grški matematik in filozof, * okoli 60, Herada, rimska Sirija (sedaj Jaraš, Jordanija), † okoli 120.

## Življenje in delo
Nikomah je bil novopitagorejec. V svoji filozofiji števil je zastopal zamisel vnaprejšnjega (apriornega) obstoja števil v duhu stvarnika. Njegova filozofija je bila svojevrstna sinteza Platonove in Filonove filozofije. 
V njegovi tedaj zelo vplivni knjigi Uvod v aritmetiko (Introductio Arithmetica (Arithmeticae), grško Arithmetike eisagoge) je prvič v zgodovini grške matematike aritmetiko obravnaval neodvisno od geometrije. Knjiga večinoma obravnava ista vprašanja kot aritmetične knjige Evklidovih Elementov, toda medtem ko je Evklid predstavljal števila z daljicami, je Nikomah uporabljal aritmetično pisavo, navaden jezik pa le, kadar je bilo treba izraziti nedoločena števila. Njegovo obravnavanje mnogokotniških in piramidnih števil je vplivalo na srednjeveško matematiko, posebno z izročilom Boetija, ki je prevedel v latinščino njegovo aritmetiko. V svoji knjigi je Nikomah navedel štiri tedaj znana popolna števila in prvi pisal o nezadostnih številih in obilnih številih.